# Любляна (аэропорт)
Аэропорт имени Йоже Пучника (словен. Letališče Jožeta Pučnika Ljubljana) — международный аэропорт Любляны.
Расположен в 25 км к северу от города. Официальное название — «Аэропорт имени Йоже Пучника». Прежнее название — аэропорт Брник, по расположению в 7 км от села Брник. Является базовым аэропортом для словенской компании Adria Airways.

## История
Аэропорт был официально открыт в декабре 1963 года, заменив собой прежний аэропорт «Поле» вблизи Любляны, который эксплуатировался с 1933 года. Регулярные рейсы начаты в январе 1964 года.
27 июня 1991 года спустя два дня после провозглашения независимости Словении от Югославии началась Десятидневная война, в первый день которой аэропорт был подвергнут бомбардировке. На следующий день журналисты Николас Фогель и Норберт Вернер были убиты ракетой. Тогда же из-за действий югославских ВВС серьёзные повреждения получили самолёта авиакомпании Adria Airways, но 29 июня югославские военные сдались словенцам. 7 июля было подписано Брионское соглашение, положившее конец Десятидневной войне.
В связи со вступлением Словении в Европейский Союз, потребовалось переоборудования здания аэропорта для обеспечения разделения пассажиров, направляющихся в Шенгенские и Нешенгенские страны. Расширение аэропорта должно было осуществляться в два этапа. Работы на первом этапе начались в начале июля 2007 года: к зданию терминала T1 был достроен верхний этаж, в результате чего появились дополнительные 4000 м2. В 2013 году второстепенные заинтересованные стороны отказались от второй фазы расширения терминала, которая включала строительство нового терминал T2.
В 2007 году аэропорт был назван в честь словенского диссидента Йоже Пучника (1932—2003).
В 2014 году 75,5 % акций аэропорта были выкуплены немецкой компанией Fraport, а затем была выкуплена и оставшаяся доля акций. Это произошло 31 марта 2015 года.
В 2017 года появился план расширения аэропорта, которое должно проходить поэтапно. На первом предстоит увеличить пассажиропоток с 500 до 1280 человек в час. Помимо этого, будет построен новый магазин беспошлинной торговли, бизнес-зал, отремонтирован существующий фуд-корт, станет 22 регистрационных стойки и 5 досмотровых зон. Также в зоне выдачи багажа появятся три новые ленты. К 2020 планируется создать терминальный комплекс, куда войдёт старый терминал площадью 13 000 м2, а также новый, в результате чего общая площадь будет составлять 22 000 квадратных метров.
В 2018 году была открыта новая автодорога, соединяющая города Крань и Менгеш, что позволило улучшить доступность аэропорта. Также правительство Словении планирует найти подрядчика с целью строительства железной дороги к аэропорту.
В данный момент аэропорт является базовым для компании Adria Airways. Компания выполняет регулярные рейсы в Амстердам, Брюссель, Вену, Франкфурт, Копенгаген, Москву, Мюнхен, Париж, Подгорицу, Прагу, Приштину, Сараево, Скопье, Софию, Тирану, Манчестер и Цюрих.

## Авиакомпании и направления
| Авиакомпании     | Пункты назначения |
| ---------------- | --- |
| Adria Airways    | Амстердам, Брюссель, Вена, Копенгаген, Манчестер, Мюнхен, Париж, Подгорица, Прага, Приштина, Сараево, Скопье, София, Тель-Авив, Тирана, Франкфурт-на-Майне, Цюрих |
| Air France       | Париж |
| Air Serbia       | Белград, Ниш |
| British Airways  | Лондон |
| Easyjet          | Берлин, Лондон |
| El Al            | Тель-Авив |
| Finnair          | Хельсинки |
| Lot              | Варшава |
| Lufthansa        | Франкфурт-на-Майне |
| Air Montenegro   | Подгорица |
| Transavia        | Амстердам |
| Turkish Airlines | Стамбул |
| Wizz Air         | Брюссель |
| Wizz Air UK      | Лондон |